# (12067) Jeter
(12067) Jeter (1998 FH42) – planetoida z pasa głównego asteroid okrążająca Słońce w ciągu 3,86 lat w średniej odległości 2,46 j.a. Odkryta 20 marca 1998 roku.